# ナゴルノ・カラバフ戦争
ナゴルノ・カラバフ戦争（ナゴルノ・カラバフせんそう、ナゴルノ・カラバフ紛争とも、英語: Nagorno-Karabakh conflict）は、1988年2月20日から1994年5月12日までアルメニア共和国とアゼルバイジャン共和国の間で行われた、ナゴルノ・カラバフ自治州を巡る戦争。アルメニア人側ではアルツァフ解放戦争（アルメニア語: Արցախյան ազատամարտ）と呼ばれている。また2020年の戦争以降は第一次ナゴルノ・カラバフ戦争（アゼルバイジャン語: قاراباغ ساواشی, ラテン文字転写: Birinci Qarabağ müharibəsi、英語: First Nagorno-Karabakh War, First Karabakh War）と呼ばれることもある。
この戦争で旧ナゴルノ・カラバフ自治州の大部分に加え、周辺のアゼルバイジャン領土をアルメニア人勢力が占領し、アルツァフ共和国（ナゴルノ・カラバフ共和国）として事実上独立を果たした。停戦以降、ナゴルノ・カラバフは低強度紛争状態に入り、両国間で小規模な軍事衝突が繰り返されたが、2020年に大規模な軍事衝突が発生した（第二次ナゴルノ・カラバフ戦争）。

## 背景
南コーカサス南部に位置するカラバフは、古くからアゼルバイジャン人とアルメニア人による領土紛争の舞台となってきた。アルメニア人の側は、「カラバフが古代アルメニア王国の時代から数千年に渡るアルメニア文化の中心地である」と主張する。一方のアゼルバイジャン人の側は「自らがカフカース・アルバニア人の末裔であり、アルメニア人よりも古くにカフカース・アルバニア王国を形成していたカラバフ一帯の先住者である」と主張する。

アゼルバイジャン人（水色）とアルメニア人(黄緑色)の分布。アゼルバイジャン人は、ナゴルノ・カラバフの南にあるイラン北西部側にも居住していることがわかる

カラバフの中でも中部の山岳地帯（ナゴルノ・カラバフ）には特にアルメニア人が集中しており、1916年の時点でナゴルノ・カラバフのアルメニア人は総人口の約70パーセントまで達していた。やがてロシア帝国が崩壊し、両民族がアゼルバイジャン民主共和国とアルメニア共和国として独立すると、カラバフをめぐる対立は軍事衝突（アルメニア・アゼルバイジャン戦争）にまで発展した。
しかし両国はほどなくして、北方のロシア社会主義連邦ソビエト共和国から派遣された赤軍の圧力により、アゼルバイジャン社会主義ソビエト共和国とアルメニア社会主義ソビエト共和国として、いずれも1920年末までに共産化された。そして翌1921年7月4日には、現地のボリシェヴィキらの間で行われた国境画定交渉により、ナゴルノ・カラバフはアルメニア側に帰属すると確認された。ところが、このナゴルノ・カラバフのアルメニア帰属決定は、アゼルバイジャン側の激しい反発により、翌日にはアゼルバイジャンへの帰属決定として覆された。ナゴルノ・カラバフのアルメニア人には自治権が与えられることとなり、1923年7月、アゼルバイジャン領内に「ナゴルノ・カラバフ自治州」が成立した。

## 連邦内での紛争

### 紛争の始まり
自治州が成立して以降、アルメニア人たちはソビエト連邦の政局が変化する度、ナゴルノ・カラバフをアルメニアへ編入するようモスクワへ訴え続けた。そして、1985年にミハイル・ゴルバチョフが連邦共産党書記長に就任し、ペレストロイカなどの自由化政策が開始されると、現地のみならずロシアでも、物理学者のアンドレイ・サハロフなどの著名人がナゴルノ・カラバフのアルメニア編入を支持するようになった。さらにはソ連国外でもアメリカやフランスを始めとする各国のアルメニア人ディアスポラがナゴルノ・カラバフ編入を支持するデモを行った。
しかし、ゴルバチョフがアルメニア人の要求を拒絶したため、ナゴルノ・カラバフでは騒乱事件も発生し、アルメニア本国でもナゴルノ・カラバフの統合を求めるデモが行われた。同年冬にはアルメニア国内でアゼルバイジャン人に対する暴行、略奪、強姦などが始まり、大量のアゼルバイジャン人避難民がアルメニアから逃れてアゼルバイジャンのスムガイトへ流れ込んだ。そして1988年2月には、ナゴルノ・カラバフ自治州政府までも公然とアルメニア本国との統一を訴えるに至った。
連邦共産党中央委員会とアゼルバイジャン政府はこの要求を拒絶したが、アルメニア共産党は領土問題の徹底的な検討を中央委員会に訴えた。2月24日には自治州党書記で親アゼルバイジャン派のボリス・ケヴォルコフが解任され、時を同じくしてアルメニアの首都エレヴァンでも百万人が参加したと言われるソ連史上空前の規模の統一要求デモが発生した。これに対して、アゼルバイジャンの首都バクーでもカウンター・デモが行われ、国営新聞の『アゼルバイジャン』も、ナゴルノ・カラバフがアゼルバイジャンの歴史的領土であると訴える詩人のバフティヤール・ヴァハーブザーデなど知識人たちの手紙を掲載した。

### 相次ぐ衝突
民族間の対立が深まる中、1988年2月26日にゴルバチョフはナゴルノ・カラバフ統一運動指導者のゾリ・バラヤン、シルヴァ・カプティキャンと面会し、アルメニア人の関心に答えるためのできる限りのことをすると述べた。その後アルメニアへ戻ったカプティキャンは群衆に向けて「アルメニア人は勝利した」と宣言したが、これはモスクワに対し圧力をかけるための行為だったとみられる。しかし、他の地域の領土問題に危険な前例を作ることを恐れたゴルバチョフは、3月10日にソ連憲法第78条に基づき、共和国の国境を変更することはないと宣言した。アゼルバイジャン人はゴルバチョフの意向に完全に同調したが、アルメニア人は「失地回復」こそが憲法に定められた自分たちの権利であると考えた。
6月15日、アルメニア最高会議はナゴルノ・カラバフ自治州の自国への移管を決議し、その2日後にはアゼルバイジャン最高会議がこれを否認する決議を採択した。7月5日には事態を収拾しようとエレヴァン近郊のズヴァルトノッツ国際空港に到着したソ連兵とアルメニア人市民の間で衝突が発生し、市民側に1人の死者と36人から50人の負傷者が発生した。これによってアルメニアでは反露感情が高まり、悪化する情勢を危惧した連邦最高会議は、1989年1月にナゴルノ・カラバフを一時的に連邦共産党の直轄地とし、状況は若干の安定を見せた。しかしこれに反発したアゼルバイジャン人民戦線がアルメニアとナゴルノ・カラバフに対する鉄道の封鎖を提案し、9月に実行された封鎖により、物資の85パーセントを鉄道輸送に頼っていたアルメニアの経済は破壊された。しかしこれは同年初夏からアルメニアがナヒチェヴァンに対して行っていた禁輸措置への対抗策だったとする反論もある。やがて鉄道網の麻痺は一部のアルメニア人武装勢力によるアゼルバイジャン人鉄道員への攻撃に繋がってゆく。反発の大きさから連邦最高会議は11月に再びナゴルノ・カラバフをアゼルバイジャンの管轄へ戻すと決議したが、エレヴァンではこれに抗議して30万人が参加するデモが繰り広げられ、アルメニア最高会議もナゴルノ・カラバフ編入決議を繰り返した。

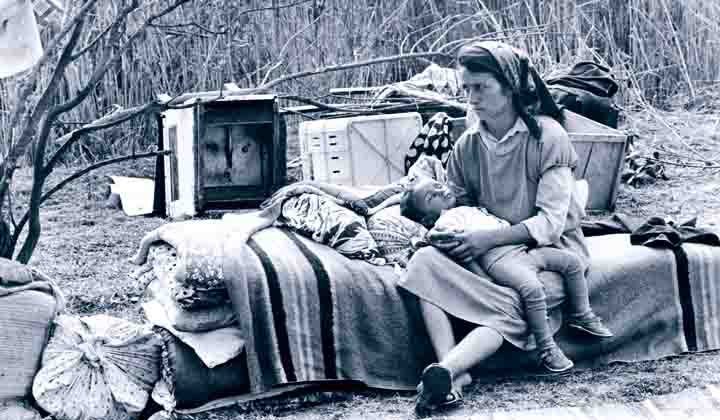
アルメニアから追放されたアゼルバイジャン人の難民

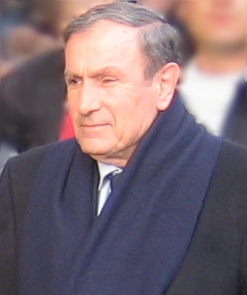
レヴォン・テル＝ペトロシャン

民族間の対立は高まる一方で、1989年前期の数か月でアルメニアに住むアゼルバイジャン人とアゼルバイジャンに住むアルメニア人の間で強制的な住民交換が行われ、1988年末までに、20万人以上のアゼルバイジャン人とイスラム教徒のクルド人がアルメニアの数十の村から追放された。アゼルバイジャン政府の調べでは、スピタク、グガルクとステパナヴァンで1988年11月27日から29日にかけて33人が、1987年から1989年を通してでは216人が殺害されたという。一方でアルメニア側は、1988年から1989年を通して殺害されたアゼルバイジャン人は25人であると主張している。紛争の最初の2年間での犠牲者数は推計に幅があるが、1989年10月号の『タイム』誌では、1988年2月からの死者は双方が百人を超えているとされている。アルメニアから脱出するアゼルバイジャン人も、アゼルバイジャンから脱出するアルメニア人も、双方が国境で通行料を取り立てられた。
また、1988年12月にアルメニアで数万人の犠牲者を出したスピタク震災が発生した際も、アルメニア人は「ムスリムの血を体内に入れるくらいなら死んだほうがまし」と、アゼルバイジャンから大量に送られた医薬品や輸血用血液を活用しなかった。一方でアゼルバイジャン人も、震災後にアルメニアに向けて「震災おめでとう」と書かれた列車を走らせた。加えて、この震災で中央政府に先んじて救援活動を行ったのがレヴォン・テル＝ペトロシャンを始めとする対アゼルバイジャン強硬派の「カラバフ委員会」のメンバーであったため、さらに両国の関係は冷却し、アルメニア共産党の権威も下落していった。

### アスケラン事件
1988年2月20日、ナゴルノ・カラバフの州都ステパナケルトの病院で2人のアゼルバイジャン人の女子研修生がアルメニア人によって強姦されたと伝えられた。22日にもステパナケルトでアゼルバイジャン人が殺害されているとの噂が流れ、大勢のアゼルバイジャン人が現地の共産党本部を取り囲んだ。党本部は殺人の噂を否定したが、群衆はそれを信じず、道中で破壊行為を行いながらナゴルノ・カラバフへの行進を開始した。暴徒化した群衆を止めるために当局はおよそ千人の警官を投入し、最終的に自治州のアスケラン地区で発生した衝突により2人のアゼルバイジャン人が死亡し、50人のアルメニア人の村人と人数不明の警官及びアゼルバイジャン人の群衆が負傷した。これはアゼルバイジャン側の発表ではアルメニアの民族主義団体、アルメニア革命連盟の武装隊員による殺人事件と報道された。しかし、モスクワに本部を置く人権団体「メモリアル」による、現地のアゼルバイジャン人警官が銃を暴発させた結果の事故であるとの報告も存在する。

### スムガイト事件
アスケランでの事件に呼応して、以前にアルメニアから追われてスムガイトに流れ込んでいたアゼルバイジャン人の避難民たちは28日に集会を開き、アルメニア人の「残虐行為」を非難したが、ソ連のメディアはこれを単なる煽動とした。だが、その集会から数時間を経ずして、アルメニア人に対する虐殺が開始された。ソ連軍が介入した3月1日までの3日間で、スムガイトのアルメニア人は屋内、屋外を問わず暴行され、強姦され、手足を切断され、当局もこれを制止することはなかった。公式発表では26人のアルメニア人と6人のアゼルバイジャン人が死亡したとされている。この事件は不良グループによる暴力事件が虐殺に発展したとの見方が一般的だが、アゼルバイジャンでは、事件を煽動したのはアルメニア人あるいはKGBであるとの説が繰り返し報道され、定説化している。一方、アルメニアでは事件はアゼルバイジャン当局が組織的に計画したものであるとされ、実際の犠牲者数も1500人を超えており、その手口もオスマン帝国によるアルメニア人虐殺よりも残虐であったと信じられている。最終的にソ連当局は86人のアゼルバイジャン人を逮捕し、うち1人に死刑判決を下した。中央政府は監視と情報操作によって事態の決着を図ったが、横行する噂と陰謀論は武力衝突をさらに悪化させることとなった。

### キロヴァバード事件
1988年の秋口にはアゼルバイジャン北西部のキロヴァバードでも民族対立が先鋭化し、アルメニア人は自らの家を離れてアルメニア本国へ避難することを余儀なくされていた。ソ連軍は市内のアルメニア人を暴力から保護するために進駐し、11月23日に戒厳令を発した。しかし同日には市の執行委員会庁舎がアゼルバイジャン人によって襲撃され、この際にアルメニア人を保護しようと出動したソ連兵のうち3人が衝突によって死亡し、その他67人の民間人が負傷した。
これについては、24日の時点で死亡者数は40人に上っており、その3分の1はアゼルバイジャン人であったという報告や、アルメニア人の死者だけで最大130人に上っているとの報告もある。25日にサハロフは、当局から得た情報では、アルメニア人側に130人以上の死者と2百人以上の負傷者が発生していると語ったが、ソ連外務省報道官のゲンナジー・ゲラシーモフはその情報を否定している。後の回顧録で、サハロフも自身の述べた数字を撤回した。一方、ソ連当局は軍の活躍と地元当局の尽力によりキロヴァバードでの虐殺は防がれたとコメントし、犠牲者を総数7人、内訳がソ連兵3人、アゼルバイジャン人3人、アルメニア人1人であるとした。また、現場で取材を行っていたBBCのレポーターは、最低でも6人のアルメニア人が殺害されたと報告している。

### 黒い一月事件
1990年1月にはまたしてもバクーでアルメニア人に対する虐殺（バクー事件）が発生し、加えてこの頃にはアゼルバイジャンでの連邦独立運動も活発化していたため、ゴルバチョフは非常事態宣言の発令と内務省軍の派兵を余儀なくされた。1月20日深夜、内務省軍はバクーを制圧するよう命令を受けたが、その日の午前5時に戦車が市内へ入るのを目撃したバクー市民たちは、最初に発砲を行ったのは軍の側であると証言している。また、市内のバリケード部隊が武装していたという証拠も発見されていない。夜間外出禁止令も発令され、軍と人民戦線との衝突が激化した末に8人の内務省軍兵士と120人のアゼルバイジャン人が死亡したが、この間にアゼルバイジャン共産党は市内のアルメニア人を保護することよりむしろ党の威信を守ることを選んだ。
西側諸国の反応は概ねゴルバチョフに同情的だったが、この軍事行動は実際には、勢いを増す人民戦線を破壊するためのものであったとソ連国防相のドミトリー・ヤゾフは25日に認めている。この事件で人民戦線は支持を失い、その後の議会選挙でも共産党が圧勝した。しかし、新たに共産党書記長に指名されたアヤズ・ムタリボフもまた、民族色を強めてモスクワから離反していったデューク & カラトニツキー 1995, p. 248。この頃アルメニアでは、カラバフ委員会から改組されたアルメニア全国民運動のテル＝ペトロシャン候補が最高会議議長に就任したデューク & カラトニツキー 1995, p. 237。

### アルメニア人民兵の国境地帯襲撃
1990年初頭からアルメニア北東部国境沿いの村バハニスはアゼルバイジャン人民兵から継続的な攻撃を受けていたが、それと時を同じくしてアルメニアの民兵組織も国境地帯アゼルバイジャン側のガザフ県とサダラク県の村に対して攻撃を行っている。1990年3月26日の朝、アルメニア人民兵らを乗せた数台の車両がバハニスに到着し、その日の夕暮に民兵らは国境を越えてアゼルバイジャン側へ侵入してバガニス・アイルムの村を襲撃した。20を超える家屋が放火され、乳幼児を含めた8人から11人のアゼルバイジャン人が殺害されたが、内務省軍が現場に到着した時にはすでに民兵らは逃走した後だった。
それから半年後の8月19日にもアルメニア国軍の部隊がアゼルバイジャン側に対して、目撃者の証言によれば迫撃砲やロケット弾を使用した攻撃を行い、アシャギ・アスキパラとアルメニア領内の飛び地であるユハリ・アスキパラを占領した。この攻撃にはエレヴァンからの援軍も加わっていたが、翌20日の夜までにはソ連軍の攻撃によってアルメニア人らはアゼルバイジャン領内から撤退した。この事件についてソ連内相は、内務省職員1人と警官2人が死亡し、兵士9人と市民13人が負傷したと発表した。一方アルメニア側の報道によれば過激派5人が死亡し25人が負傷したとされ、アゼルバイジャン側の報道では約30人の死者と約百人の負傷者が発生したとされた。

### 円環作戦
やがて、ナゴルノ・カラバフ全域で両民族は自衛のために武装を開始した。ムタリボフはアルメニア人住民の武装解除のための共同軍事作戦をゴルバチョフへ提唱し、1991年4月末、シャウミャノフスク地区の村からアルメニア人を強制的に排除するための、ソ連軍とアゼルバイジャンのOMON (en) による「円環作戦」が開始された。装甲車や火砲も投入されたこの作戦に対しては、複数の国際人権団体から重大な人権侵害であるとの指摘がなされている。この作戦はソ連政府とアルメニア政府の双方により、アルメニア人の統一主張に対する威圧であるとみなされている。
2006年には、この時期のナゴルノ・カラバフを描く、アルメニア史上最高額である380万ドルを投じて制作されたフィクション映画『運命』«Ճակատագիր» が公開された。
1991年後半に入り、アルメニア人民兵らはOMONによって占領された村のうち、放火を免れていたものの奪還を試みた。「メモリアル」によれば、この際の攻撃でシャウミャン地区およびその周辺で数千人のアゼルバイジャン人が住居を失ったという。また、いくつかの村ではアルメニア人民兵による放火や暴行も報告されている。晩秋になりアゼルバイジャン側が抵抗を始めると、アルメニア側はアゼルバイジャン人の村を標的に選ぶようになった。メモリアルによれば、マリベイリやユハリ・クシチュラルなど、以前ステパナケルトに対して継続的に砲撃を加えていたアゼルバイジャン人の村をアルメニア人が襲撃して放火を行い、数十人の住民を殺害したという。相手方の村落が砲撃のための戦略拠点になっていたとの批判は、双方から行われている。

### ジェレズノヴォツク共同宣言
程なくして、ナゴルノ・カラバフ問題に関する最初の和平調停が、ロシア共和国最高会議議長ボリス・エリツィンとカザフ大統領ヌルスルタン・ナザルバエフによって開始された。1991年9月20日から23日にかけてバクー、ギャンジャ、ステパナケルト、エレヴァンを視察し、両当局の合意を得て会談を重ねたエリツィンとナザルバエフは、両国大統領に共同宣言への署名を認めさせることに成功した。ロシアのジェレズノヴォツクで署名されたこの宣言により、紛争地域からのソ連軍及び内務省軍を除く全軍の撤退、捕虜と避難民の帰還の許可、輸送・通信システムの正常化、そして停戦交渉の即時開始が取り決められ、和平プロセスはロシアとカザフの監視団によって監督されることとなった。
しかし、宣言から僅か2か月後にアルメニア側の武装勢力がロシアとカザフの監視団員の同乗したMi-8輸送ヘリを撃墜し、乗組員全員を死亡させる事件が発生した。これによってカザフ側は和平活動を停止し、共同宣言は以降捨て置かれた状態となってしまう。やがてソビエト連邦の崩壊に際して連邦内務省軍は12月19日にナゴルノ・カラバフから撤退を開始し、27日に撤退を完了した。以降、モスクワの統制を失ったナゴルノ・カラバフ、アルメニアとアゼルバイジャンは宣戦布告のないままに全面戦争を激化させてゆくこととなる。

## 軍の再編と各国の介入
かつての冷戦時代、NATO加盟国であるトルコと国境を接するアルメニアはソ連にとって重要な戦略拠点であり、またトルコ軍の侵攻を許した過去があったため、ソ連は主戦場になると想定したアルメニアを避け、アゼルバイジャンへ多くの兵力を配置していた。当時のアゼルバイジャンが5個師団と5か所の軍用飛行場を擁していたのに対し、アルメニアには3個師団が配備されていたが軍用飛行場は存在しなかった。弾薬輸送貨車の数も、アゼルバイジャンの1万両に対しアルメニアが保有していたものは5百両に過ぎなかった。
だが、ソ連軍の解体によりアゼルバイジャン軍はゼロからの出発を余儀なくされた。国軍のみでの戦争の遂行が不可能となったアゼルバイジャンでは、国内の富裕層や近隣諸国からの援助が不可欠となり、富豪のスラト・フセイノフは私兵として陸軍第709旅団を臨時に編制し、第23親衛自動車化狙撃師団の兵器庫から大量の武器弾薬を購入してそれに充てた。
その一方で、アルメニア側は1990年代初頭から既に独自の軍隊の編成を開始していたため、アルメニア軍の再編は独立直後からスムーズに進めることができた。そして、ソ連崩壊後に独立国家共同体 (CIS) が創立されると、トルコの軍事的介入という脅威を感じていたアルメニアは、加入を躊躇うアゼルバイジャンを尻目にCISへ加入し、集団安全保障の傘に入った。1992年1月にはステパナケルトにCIS軍司令部が置かれ、以前から駐留していたソ連陸軍第4軍や第366親衛自動車化狙撃連隊の一部を含む新たな部隊が編制された。しかし、アルメニアはロシアと広範な条約を結んでおらず、また当時は集団安全保障条約も存在しなかったため、アルメニアはトルコとの国境を自力で防衛せざるを得なかった。そしてナゴルノ・カラバフ戦争の期間中、アルメニア軍はそのほとんどをトルコとの国境地帯に配備しておくことを余儀なくされた。
両民族の徴兵年齢の男性はそのほとんどがアフガニスタン紛争などの軍務に服した経験があり、カラバフのアルメニア人の60パーセントは従軍経験があった。しかし、アゼルバイジャン人の大部分はソ連軍では差別の対象となり、実戦ではなく建設大隊へ配属されることが多かった。このような状況は、アゼルバイジャンには2つの士官学校があったにもかかわらず、彼らに実戦経験が欠けていた要因の一つとなった。

### アゼルバイジャンへの支援
アゼルバイジャン政府はカスピ海の油田を通じて得た利益で他国から傭兵を招き、これによりロシア人やウクライナ人の傭兵、そして北カフカースや中央アジアからのイスラム教徒の義勇兵がアゼルバイジャン側で戦った。その他にアゼルバイジャン軍は、ファザル・ハック・ムジャーヒドによってペシャーワルで徴募され、グルブッディーン・ヘクマティヤールに率いられたムジャーヒディーンたちによっても支援された。
さらに、アゼルバイジャン側にはシャミル・バサエフ率いるチェチェン人民兵も加わっていた。彼らは同時期のアブハジア戦争の際にロシアのGRUから直接軍事訓練を受けてアブハジアのために戦っていた勢力だった。アゼルバイジャン軍大佐のアゼル・ルスタモフ (Azer Rustamov) によれば、バサエフとサルマン・ラドゥエフが指揮した数百人のチェチェン人義勇兵は、アゼルバイジャンにとって大きな助けとなったという。だが、やがてバサエフはアゼルバイジャンがイスラム主義よりもナショナリズムのために戦っていると考えるようになり、戦闘から撤退した。
また、ソ連時代に各地で弾圧されたユダヤ人を保護したことでイスラエルと良好な関係を築いたアゼルバイジャンは、独立後もイスラエルから多くの財政支援を受け、負傷者のケアを行うNPOなどの精神的支援もイスラエルから受けている。アゼルバイジャンと友好関係を築いていたトルコもアルメニアに対して経済封鎖を行い、これはアルメニア側の疲弊に拍車をかけた。米国系の石油企業であるメガ・オイル (Mega Oil) も、石油の掘削権と引き換えにアゼルバイジャンに軍事顧問を派遣している。

### アルメニアへの支援
世界各国のアルメニア人ディアスポラは、本国への多額の資金援助やロビー活動を繰り広げ、1992年にはアメリカからアゼルバイジャンへ向けた軍事支援を全面的に禁止する「自由支援法 S. 907 」法案を合衆国議会で通過させる後押しをした。これに対してアメリカ国内では、アゼルバイジャンを支援するオイル・ロビーやユダヤ・ロビーが「自由支援法 S. 907」の撤廃を求めて活動を行っている。
ロシア連邦はアゼルバイジャンの警告を無視してアルメニアに違法な軍事援助を行い、その額は1993年だけで10億ドルに上った。これについてロシアは、軍事支援は政府の関知しないところで行われていたと弁解している。

### 戦力の詳細
撤退する連邦内務省軍はアルメニアとアゼルバイジャンに大量の武器を残していった。崩壊間近のソ連で内務省軍の多くを占めていたのは若く貧しい徴集兵たちで、彼らは現金やウォトカのためにたやすく双方に戦車や装甲兵員輸送車を売り渡した。1993年のアゼルバイジャン共和国外務省の発表によれば、この取引によってアゼルバイジャンは戦車286両、装甲車842両、火砲386基を入手し、当時のアゼルバイジャン軍はアルメニア側よりも恵まれた状況にあったとの指摘もある。これについてアルメニア、アゼルバイジャンの双方とも、紛争発生の最終的な原因は武器の管理を徹底しなかったゴルバチョフの政策にあると非難している。闇市場へ出回った武器のほとんどはロシア製か東欧製だったが、市場の拡大は西欧からの武器の輸入も促進させた。
1993年から1994年にかけての両勢力の兵力の詳細は以下の通り。
| アルメニアの旗 | アルツァフ共和国の旗 |                | アゼルバイジャンの旗 |
| -------------- | -------------------- | -------------- | -------------------- |
| 20,000         | 2,000                | 兵員           | 42,000               |
| 160–170        | 17                   | 火砲           | 388–395              |
| 77–160         | 13                   | 戦車           | 436–458              |
| 150–240        | 120                  | 装甲兵員輸送車 | 558–1,264            |
| 39–200         | 不明                 | 装甲戦闘車両   | 389-480              |
| 3              | 不明                 | 戦闘機         | 63–170               |
| 13             | 不明                 | ヘリコプター   | 45-51                |

#### 航空戦力
ナゴルノ・カラバフ戦争における航空戦は、主に戦闘機と攻撃ヘリコプターによって行われた。特に両軍で広く投入されたのはMi-8とその改良型のMi-17攻撃ヘリで、両軍はガンシップとしてMi-24攻撃ヘリも保有していた。アルメニア側はSu-25攻撃機も2機保有していたが、そのうち1機は同士討ちで喪失しており、その他にいくつか保有していたSu-17戦闘爆撃機も、その老朽化のために前線へ出動することはなかった。しかし、結果的にアルメニア側はアゼルバイジャン軍の戦闘機28機と攻撃ヘリ19機を撃墜した。
アゼルバイジャン空軍は4、50機の戦闘機を保有しており、それらは多くの場合旧ソ連軍出身の経験豊富なロシア人とウクライナ人の傭兵がパイロットとなっていた。ステパナケルトを爆撃したのはMiG-21やMiG-25といったジェット戦闘機の最新型、その他旧式のSu-24戦闘爆撃機だったが、これらのパイロットたちには5千ルーブルを超える月給が支払われていた。彼らはかつてのソ連内務省軍兵士と同様に貧しい人々で、その家族を養うために傭兵として雇われた男たちだった。アゼルバイジャン軍機はロシアの支援を受けたアルメニア軍に撃墜されることもあったが、そうした場合にはパイロットは処刑の危機に瀕することもしばしばだった。また、アルメニア側の強固な防空体制により、アゼルバイジャン軍が航空作戦で大きな成果を上げることはなかった。
| Aircraft                          | Armenian         | Armenian losses  | Azeri            | Azeri losses     | Notes |                  |
| Fighter Aircraft                  | Fighter Aircraft | Fighter Aircraft | Fighter Aircraft | Fighter Aircraft | Fighter Aircraft | Fighter Aircraft |
| --------------------------------- | ---------------- | ---------------- | ---------------- | ---------------- | --- | ---------------- |
| MiG-21                            | 1                | 1                | 18               | 8                | - アゼルのMiG-21が1機1992年8月20日にShokhiy付近で撃墜された - アゼルのMiG-21が1機、1992年8月31日、Shokhiy近郊で小火器を使って撃墜された。 - 1992年10月30日、Argadzar上空でアゼルのMiG-21が1、2機撃墜された。 - 1993年1月に1機、撃墜されたアゼルのMiG-21 - アルメニアのMiG-211機が1993年1月15日に撃墜された。 - アゼルのMiG-21、1機が1993年7月22日にアグダムとマルトゥニの間で撃墜された。 - アゼリのMiG-21、1機が1994年2月17日Verdenisskiy上空でSA-14を使用して撃墜された。 |                  |
| MiG-23                            | –                | –                | ?                | 1                | |                  |
| MiG-25                            | –                | –                | 20               | ~10              | 20 MiG-25RBs were taken over from Russian base - 1 Azeri MiG-25 flown by Yuri Belichenko was shot down near Cherban on 20 August 1992 using SA-7A - 1 Azeri MiG-25 shot down over Srkharend on 30 October 1992 - 1 Azeri MiG-25 shot down over Shushimsky on 11 November 1992 - 1 (or 3) Azeri MiG-25s reported as shot down in autumn 1992 - 2 Azeri MiG-25s shot down on 1 January 1993 - 1 Azeri MiG-25 shot down near Srkhavend and Gazanchi on 15 January 1993 by Petros Ghevondyan using Igla - 1 Azeri MiG-25 shot down in January 1993 (?) - 4 Azeri MiG-25s shot down on 22 July 1993 (?) By the end of the war AzAF was down to 10 MiG-25s |                  |
| Ground-Attack Aircraft            |                  |                  |                  |                  | |                  |
| Su-17M and Su-22                  | –                | –                | 4                | 1                | 1 Azeri Su-22 was shot down on 19 February 1994 over Verdenisskiy using SA-14 |                  |
| Su-24                             | –                | –                | 19–20            | ?                | initially Azeris had 3–4 Su-24s, then additional 16 Su-24MRs were taken over from Russian base |                  |
| Su-25                             | 2                | 0                | 7                | 2                | - 1 Azeri Su-25 flown by Kurbanov was shot down over Mkhrdag on 13 June 1992 using MANPAD - 1 Azeri Su-25 shot down near Malibeili on 10 October 1992 using MANPAD Armenians had 3 additional Su-25s, but they were inactive and never used in combat. |                  |
| Trainer Aircraft                  |                  |                  |                  |                  | |                  |
| Aero L-29                         | 1                | –                | 18               | 14               | |                  |
| Aero L-39                         | 1–2 (?)          | ?                | 12               | ?                | Azeris lost at least 1 L-39 on 24 June 1992 near Lachin |                  |
| Attack Helicopters                |                  |                  |                  |                  | |                  |
| Mi-24                             | 12– 15           | 2 or 4           | 25–30            | 19–24            | By the end of the war AzAF had only six Mi-24s left. |                  |
| Transport and Utility Helicopters |                  |                  |                  |                  | |                  |
| Mi-2                              | 2                | ?                | 7                | ?                | |                  |
| Mi-8 and Mi-17                    | 7                | 6                | 13–14            | 4                | |                  |
| Transport Aircraft                |                  |                  |                  |                  | |                  |
| Il-76                             | –                | –                | 3                | 0                | |                  |
| An-12                             | –                | –                | 1                | 0                | |                  |
| An-24                             | –                | –                | 1                | 0                | |                  |
| Tu-134                            | 1                | 0                | 1                | 0                | |                  |

## ソ連崩壊後
1991年夏の保守派クーデターが失敗に終わると、アルメニア人は国民投票で圧倒的多数の賛成でソ連からの独立に賛成したデューク & カラトニツキー 1995, p. 238。続く9月の大統領選挙ではテル＝ペトロシャンが80パーセントの得票率で独立アルメニアの初代大統領に就任したデューク & カラトニツキー 1995, p. 238。一方のアゼルバイジャンでも9月に共和国最高会議が満場一致で独立に賛成し、続く直接制大統領選挙では、共産党を離脱し無所属となったムタリボフが人民戦線に圧勝して独立アゼルバイジャン初代大統領となったデューク & カラトニツキー 1995, p. 248。
12月10日、ナゴルノ・カラバフ自治州はアゼルバイジャンからの独立を問う住民投票を行った。自治州内のアゼルバイジャン人はこれをボイコットしたが、アルメニア人を中心とする有権者の85パーセントが投票に参加し、95パーセントの賛成多数によって、翌1992年1月6日に、ナゴルノ・カラバフ自治州は「アルツァフ共和国」として独立を宣言した。
輪作戦は両民族の散発的な衝突を激化させ、双方の臨時編制軍に数千人の義勇兵が志願した。アルメニアではこの紛争は19世紀末から20世紀初頭にかけてのオスマン帝国に対する民族解放運動と重ね合わせられ、当時のアルメニア人ゲリラであるアンドラニク将軍やガレギン・ヌジュデをテーマとする作品が流行した。18歳から45歳の男性が政府に徴集され、女性たちも衛生兵として軍に参加した。多くの人々が戦いに志願したが、これと反対に出征に応じない者も多く、兵士の死体からの略奪や物資の闇市場への売却なども行われていた。

### ホジャリ大虐殺

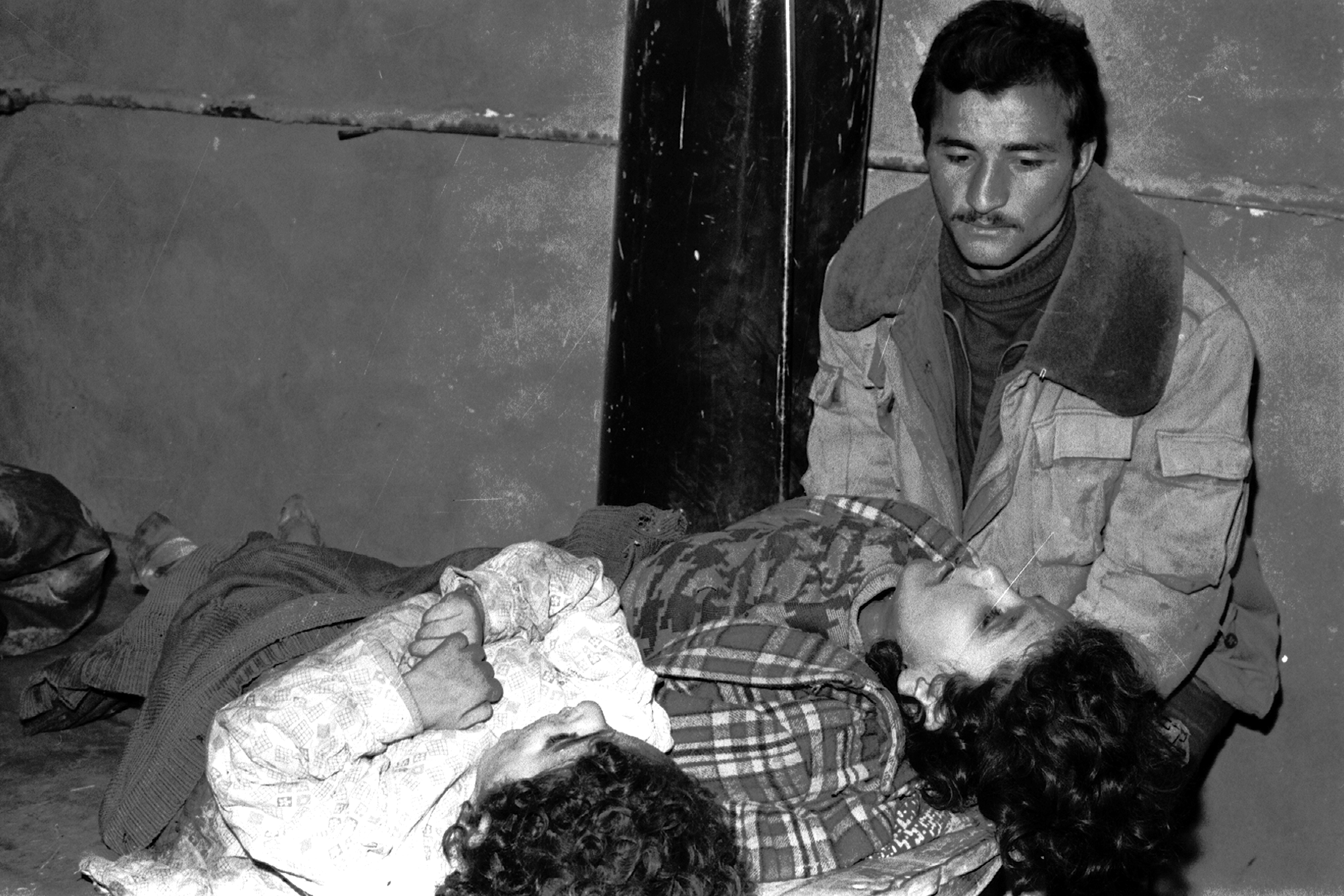
虐殺犠牲者

2月初頭、マリベイリ、カラダグリ、アガダバンのアゼルバイジャン人の村が襲撃され、村人が排除される過程で民間人から少なくとも99人の死者と140人の負傷者を出した。当時、アルメニアとナゴルノ・カラバフを接続していたのは細い山道を通るラチン回廊のみで、ナゴルノ・カラバフで唯一の空港はステパナケルトからおよそ10キロメートル北西の、人口7千人の小さなアゼルバイジャン人居住区、ホジャリに置かれていた。加えてホジャリはステパナケルトに対するアゼルバイジャン側の砲撃拠点とされており、ステパナケルトには数日にわたって4百発ほどの122ミリロケットがアルメニア人の多層アパートに向かって降り注いでいた。2月末、アルメニア軍はアゼルバイジャン側へ通告を行い、今後砲撃を停止しない場合はホジャリを占領すると最後通牒を発した。一方、アゼルバイジャン側の報道によれば、ホジャリは周囲のアルメニア人居住区から3か月にわたって爆撃を受けており、水道や電気も1月から停止していたという。

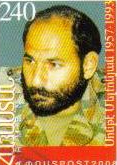
モンテ・メルコニアン

ほどなくホジャリの大部分は包囲され、26日にアルメニア軍は第366軍の装甲車両数台を以てホジャリの制圧を開始した。ヒューマン・ライツ・ウォッチや「メモリアル」の報告書、そしてアルメニア軍司令官モンテ・メルコニアンの兄によるメルコニアンの評伝が共通して記すところによれば、ホジャリを攻略した後、アルメニア軍は街から避難しようとする数百人のアゼルバイジャン人に対して虐殺を行った。アルメニア軍は以前、ホジャリを攻撃したとしても、市民の退避のためにアゼルバイジャン支配域への回廊は封鎖せずに残しておくと述べていた。にもかかわらず、攻撃が始まるとアルメニア軍は民間人を含むホジャリの防衛組織を武力で圧倒して空港の滑走路を破壊し、退路を断たれ回廊へ逃れようとした民間人たちに銃撃を加えた。生存者の多くも、凍死するか重度の凍傷を負い、犠牲者たちの遺体にも執拗に損傷が加えられた。事件の正確な犠牲者数は不明だが、少なく見積もったとしても485人、アゼルバイジャン当局の公式発表では女性106人と子供83人を含む613人の民間人が虐殺されたという。この他にも1257人がアルメニア側の人質となり、拷問、強姦されたとされる。ホジャリでのアルメニア人の略奪も、アルツァフ共和国政府によって合法化された。ホジャリの市長は、紛争の4年間で千人以上が殺害され、200人以上が行方不明となり、同じく200人が戦闘で負傷して300人が捕虜となったと語っている。
ホジャリの生存者らは、ムタリボフが自身の失政を隠蔽するためにホジャリからの救援要請を無視したと主張し、これに対しムタリボフは、虐殺事件そのものが自分を失脚させるために政敵のアゼルバイジャン人民戦線が仕組んだマッチポンプであると述べた。アルメニア側もムタリボフの論に同調し、虐殺を捏造であるとして否認している。ヒューマン・ライツ・ウォッチの前身であるヘルシンキ・ウォッチによる同年の調査では、制服あるいは武装した状態のアゼルバイジャンのOMONもしくは民兵が民間人の中に紛れており、アルメニア軍はそれに向けて発砲した可能性があると報告されている。
8万人を超す抗議者が議事堂を取り囲むなか、ホジャリの喪失と人命の損傷について野党人民戦線から責任を追及されたムタリボフは3月8日に議会に辞表を提出し、臨時大統領には人民戦線のヤグブ・ママドフが就任した。

### テヘラン共同宣言
一方、1992年初頭からは新たな和平調停の試みがイランによって始められていた。2月から外相のアリーアクバル・ヴェラーヤティーがバクー、エレヴァン、カラバフを訪問し、その後の一時調停はホジャリ大虐殺によって中止されていたが、3月にも特使のマフムード・ヴァエズィーがシャトル外交を繰り返し、最終的に大統領のハーシェミー・ラフサンジャーニーが5月7日にテル＝ペトロシャンとママドフの両国大統領をテヘランでの会談に出席させることに成功した。この会談によって、軍人を含む両国の最高レベルの代表者による協議の組織化が取り決められ、当事者間のすべての紛争は全欧安全保障協力会議 (CSCE) によって国際法に基き解決されることが宣言された。ヴァエズィーとCSCEのオブザーバーの介入の後、両国はあらゆる交流の再開に合意した。合意事項には国境地帯の安全確保のみならず、継続的な難民問題の解決を国際基準や国連憲章によって保障することも含まれていた。
だが、合意の翌日に停戦協定に違反してアルメニア軍がシュシャに侵攻し、和平交渉は無に帰した。

### シュシャ占領

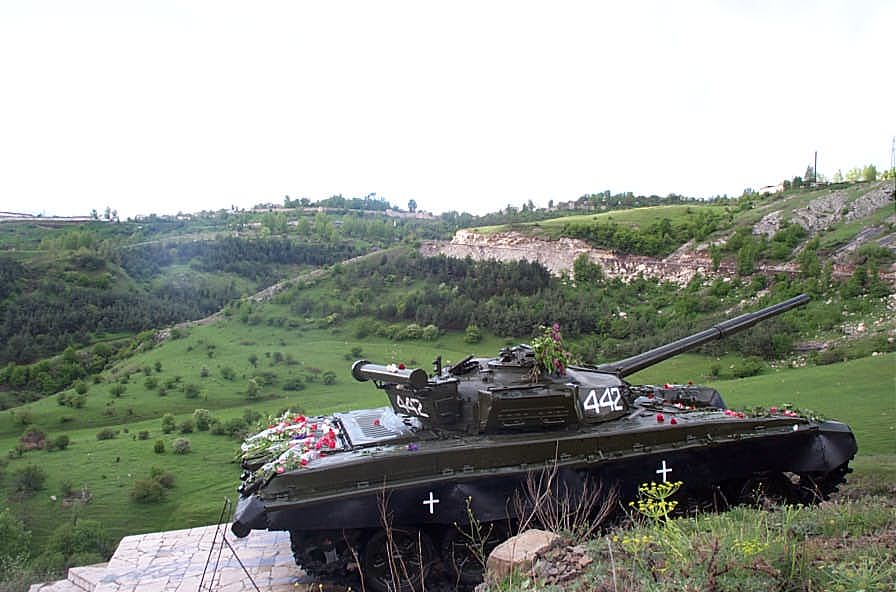
占領地に展示されたT-72

3月28日にアゼルバイジャン側はステパナケルトへ攻撃を開始し、翌日午後には街の近くまで達したが、ほどなくアルメニア人たちによって押し返された。ホジャリ占領後の数か月後にはシュシャはアゼルバイジャン側の最後の砦となり、アゼルバイジャン軍は再びグラートミサイルでステパナケルトに対する砲撃を開始した。4月にはステパナケルトの5万人のアルメニア人は相次ぐ砲撃により地下壕暮らしを強いられ、都市周辺部からのアゼルバイジャン軍侵入の危険も高まったため、アルメニア軍は5月8日に戦車やヘリコプターと数百人の兵力を以てシュシャのアゼルバイジャン軍要塞に攻撃を加えた。繰り広げられた激しい市街戦によって双方に数百人の死者が発生したが、翌日にはアゼルバイジャン軍はアルメニア軍によってシュシャから追い立てられた。これにより、アゼルバイジャン側には23,156人の難民が発生した。
シュシャの占領は隣国トルコで大きな反響を呼び、首相のスュレイマン・デミレルは、自国民から紛争に介入しアゼルバイジャンを支援するよう強く要求されていると語った。デミレルは、トルコの介入はイスラム世界とキリスト教世界のさらなる対立を引き起こす恐れがあるとしてこれに反対した。しかし、トルコは派兵こそ行わなかったものの、実質的な軍事支援と顧問の派遣をアゼルバイジャンに対して行った。1992年5月にはCIS軍元帥のエフゲニー・シャポシニコフが、カフカース情勢への干渉は第三次世界大戦を招きかねない、とアメリカと西欧諸国に対して警告を発した。
2012年夏には、プレイヤーがアゼルバイジャン兵となってシュシャでの戦闘に参加するという設定の、ゴア描写を含むファーストパーソン・シューティングゲーム『占領下―シュシャ 』が、アゼルバイジャンでリリースされている。

### ラチン占領
5月18日、アゼルバイジャンでの政争を尻目にアルメニア軍は回廊内の小さな町、ラチンに攻撃を加え、ほとんど防御のなされていなかったラチンは翌日までに制圧された。その後もアルメニア軍は周辺の山岳地帯を攻略し、やがてナゴルノ・カラバフと本国のアルメニア人勢力圏は地続きとなった。同月にはナヒチェヴァンにもアルメニア軍によって砲撃が加えられている。これを受けてアゼルバイジャン国内では人民戦線の武装クーデターによって大統領府や議事堂、空港が占拠され、一時は復権していたムタリボフも政治生命を絶たれモスクワへ亡命した。6月7日には大統領が改選され、人民戦線大統領のアブルファズ・エルチベイが議会によって次代大統領に指名された。エルチベイは徹底した親トルコ、親欧米、かつ主戦派であり、ロシアとイランに対しては冷淡であった。シュシャ占領後も和平の努力を続けていたヴァエズィーの尽力もこれに至っては意味を持たず、最終的にイランは紛争によるアルメニア側の国境変更要求を一切受け入れないと言明するに至った。
同年夏にはCSCE加盟国のうち11か国がアルメニア・アゼルバイジャン間の和平調停を目的として新たに「ミンスク・グループ」を結成した。CESEは停戦の監視や難民への人道支援の保護のためにNATOとCISによるPKOの投入を決定し、いくつかの地域で停戦は見られたものの、7月に入ると両国間の交渉は完全に決裂した。CESEは冷戦終結後に相次いで発生したユーゴスラビア紛争、沿ドニエストル戦争、チェチェン紛争、アブハジア戦争、南オセチア戦争などへの対応に追われ、ナゴルノ・カラバフ戦争についてはほとんど影響力を発揮することができなかった。また、ミンスク・グループで最も強い影響力を持っていたロシアが現地の親露勢力に肩入れするばかりで、民主化に注力しなかったことも、CSCEの和平調停が行き詰まった原因に挙げられる。

### ゴランボイ作戦
6月後半、アゼルバイジャン軍はナゴルノ・カラバフ北側に接し、アルメニア側の占領下にあったゴランボイ県へ進軍した。これに対して、従来まで戦争はアゼルバイジャンでの内戦であり自国は無関係であると主張していたアルメニア政府は、ナゴルノ・カラバフ分離独立を支援するとして公然とアゼルバイジャンを威嚇した。6月18日にアルツァフ共和国政府は非常事態宣言を発令し、8月15日にはロベルト・コチャリャン率いる国家防衛委員会が結成された。ナゴルノ・カラバフでは18歳から40歳、将校では50歳までの男性と訓練経験のある女性が国防軍へ徴兵された。しかし、アゼルバイジャン側でこの攻撃に加わっていたのが当時ギャンジャに駐屯していたロシア空挺軍第104防衛師団からのロシア人兵士であったため、彼らはアルメニア側の説得に応じて攻撃を停止し、また武器の譲渡も行ったため、反対にアルメニア側の武装が強化されることとなった。
1993年3月のテレビ・インタビューにおいてメルコニアンは、自分の軍はマルトゥニだけで55両のT-72と24両のBMP-2、15両の装甲兵員輸送車及び25基の重砲を鹵獲し、「我々の武装のほとんどはアゼルバイジャンからの鹵獲品だった」と語っている。また、ナゴルノ・カラバフ国防軍指揮官であったセルジ・サルキシャンは、戦争全期を通して鹵獲したアゼルバイジャン軍の戦車は156両に上ると主張している。

### 窮乏
冬が近づくと、民生用のエネルギーが不足し始めたため、両勢力は大規模な攻撃を控えるようになった。アゼルバイジャンによる経済封鎖は未だ続いていたが、アルメニアとナゴルノ・カラバフにはトルコを経由した援助も散発的に届いていた。しかし、震災によってメツァモール原子力発電所が閉鎖されて以降、アルメニアの電力不足と食糧不足はその深刻さを増していった。さらに、隣国グルジアでアブハジアと南オセチアの分離戦争が発生したことにより、ロシアからアルメニアへ通じていた唯一の石油パイプラインも破壊された。そのため、1992年から翌1993年の冬の寒さは湯の供給を断たれたことにより、アルメニアとナゴルノ・カラバフで特に耐え難いものとなった。穀類の供給も滞るようになったが、これに対しては各国のアルメニア人ディアスポラが本国へ寄付と援助を行った。1992年12月にはアメリカからバトゥミを経由して3万3千トンの穀物と150トンの乳児用調整粉乳がアルメニアへ届けられた。翌年2月には欧州経済共同体からECUが450万送付された。
一方、アゼルバイジャン国内に発生していた難民たちは、アゼルバイジャンとイランの両政府が設置した臨時のキャンプでの生活を強いられていた。しかし、国際赤十字によれば、12月までに毛布の配給を受けており、食糧の状態も充分であったという。また、国家財政の重要な地位を占めていた石油の輸出も、ソ連時代からの設備の老朽化と、欧米企業の投資や介入によって、完全にその利益をアゼルバイジャンのものとすることはできなかった。

### カルバジャルの戦い
エルチベイはアルメニアとの和平交渉には楽観的で、またエリツィンとアメリカ大統領のジョージ・H・W・ブッシュも和平を求めていたが、1993年1月から機運は衰えていった。3月になると、ナゴルノ・カラバフ北部、マルタケルト近郊のサルサング貯水池にもアゼルバイジャン軍により攻撃が加えられた。ゴランボイでの戦いから戻ったばかりのメルコニアンの軍勢は、砲撃地点と考えられたカルバジャルへ向かい、ほどなく同地を占領していくらかの装甲車両と戦車を鹵獲した。4月2日にはアゼルバイジャン軍は壊滅的な打撃を受け、翌日の第二波攻撃でアルメニア軍はカルバジャルを占領した。
この戦闘の後2か月間、エルチベイは非常事態を宣言し国民皆兵制を敷いた。翌月の4月30日、トルコとパキスタンが共同主催した国際連合安全保障理事会決議822では、すべての敵対行動の即時停止とカルバジャルからのすべての占領軍の撤退が求められている。また、ヒューマン・ライツ・ウォッチはアルメニア軍がカルバジャルで民間人の強制追放や人質利用、無差別の放火を犯したと指摘している。

### アゼルバイジャン側の劣勢

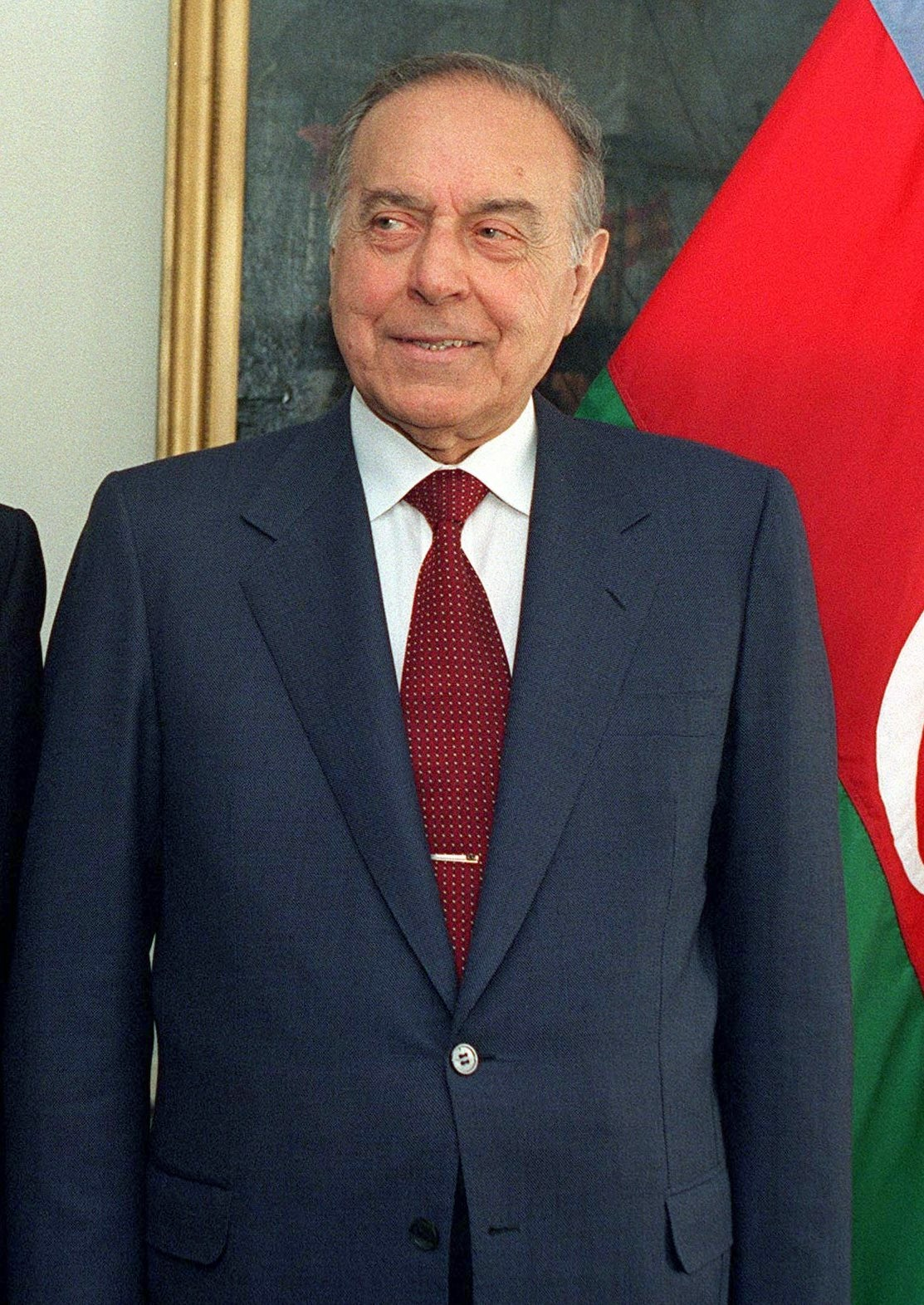
ヘイダル・アリエフ

ゴランボイとカルバジャルでの相次ぐ敗北、そして反露、反イラン政策により両国の親アルメニア化を招いたことにより、アゼルバイジャンでエルチベイは支持を失った。そして、ギャンジャで軍閥を形成していたスラト・フセイノフ大佐がロシアに支援されたクーデターを引き起こしたことによりエルチベイは失脚し、後任に元共産党第一書記で新アゼルバイジャン党に所属するヘイダル・アリエフが大統領となった。一時は首相に就任していたフセイノフもアリエフにより逮捕され、以降のアゼルバイジャンではアリエフによる権威主義体制が構築されてゆくこととなる。10月に大統領となったアリエフはロシア、トルコ、欧米とのバランス外交を志向し、エルチベイ政権下で脱退していたCISへも再加盟を果たした。
1994年1月初め、アゼルバイジャン軍とアフガニスタンからのゲリラが、アルメニア側に占領されていたイラン国境のフィズリ県の一部を奪回したが、フィズリの街そのものを制圧するには至らなかった。同月10日にはマルタケルトに進軍し、いくらかのアルメニア軍兵士を捕虜としたりもしたが、アルメニア側が徴集兵、正規陸軍及び自国の内務省軍を出動させたことにより、ほどなくアゼルバイジャン軍は失速した。最終的に5千人のアゼルバイジャン人と数百人のアルメニア人が死亡し、アゼルバイジャン軍は1万5千人の兵員を喪失し撤退した。

#### 分析
ナゴルノ・カラバフ戦争においてアゼルバイジャン側が守勢に立たされ続けた原因には、開戦時の両軍の状態の差の他にもいくらかの要因が挙げられる。第一にアルメニア側に比較してアゼルバイジャン側の士気は概して低く、国益よりも私利私欲を優先するアゼルバイジャン人が数多く存在した。国費で武器を購入しながら廉価な装備を兵士に与えて私腹を肥やす者、果てはアゼルバイジャン人青年を数人単位百ドルでアルメニア側へ戦力として売り払うアゼルバイジャン人ブローカーもいたとされる。ロシアの政治学者ゲオルギー・ミルスキーもまた、アルメニア人の若い義勇兵はアゼルバイジャン人に比べて士気が高く、領土のために命を失う覚悟を持っていたと指摘している。あるジャーナリストは、ステパナケルトでは制服を着たアルメニア人男性の中に健常者を見つけることができなかったのに対し、アゼルバイジャンでは壮年の男たちがカフェでたむろしていたと述べている。サハロフもまた、アゼルバイジャン人にとってナゴルノ・カラバフは単に野心の問題に過ぎなかったが、ナゴルノ・カラバフのアルメニア人にとってそれは生死の問題に直結していたのだと指摘している。

## 停戦
ロシアはかねてから南カフカースでの自国の影響力を増すためにCSCEを差し置いて独自の和平工作を行っていたが、1994年5月5日にキルギス首都のビシュケクでアゼルバイジャン、アルメニア、アルツァフ、そしてロシアの代表が停戦協定に調印したことによってそれは実を結んだ。この「ビシュケク議定書」は非公開であるが、その内容には、アゼルバイジャンの主権を維持した上でのナゴルノ・カラバフへの広範な自治権の付与、ナゴルノ・カラバフに対する安全保障システムと難民問題に対する調整、占領地域からのアルメニア人の撤退、ラチン回廊及びアゼルバイジャン・ナヒチェヴァン間ルートに関する調整、などが含まれていると分析されている。
6年間の戦闘の末、1994年5月12日午前0時1分に停戦は成立した。

### 結果

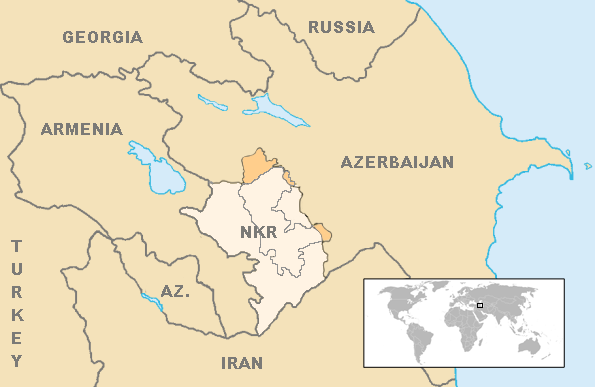
色の薄い部分がアルメニア側の実効支配地域

「アルツァフ共和国」は国際社会からの承認を得られないまま事実上独立し、アルメニア側はナゴルノ・カラバフとアルメニア本国を連結する形でアゼルバイジャン領の約14パーセント（ナゴルノ・カラバフ自体を除外すると9パーセント）を占領下に置いた。アゼルバイジャン側では72万4千人、アルメニア側では30万人から50万人が難民として住処を追われた。停戦後にアルメニア人の多くはナゴルノ・カラバフへ帰還することができたが、アゼルバイジャン人の難民はアゼルバイジャン国内で難民キャンプ暮らしを余儀なくされており、深刻な社会問題となっている。
さらに「アルメニア占領下のナゴルノ・カラバフ一帯では古代からのアゼルバイジャンの多様な文化遺産が破壊されている」とアゼルバイジャン側は主張している。青銅器時代の古墳やモスクの破壊、歴史博物館からの盗難、古文書の焼却などが行われ、アゼルバイジャン人の文化的源泉であるシュシャの被害は特に甚大であるという。占領地で「文化的ジェノサイド」が繰り広げられているとのアゼルバイジャンの抗議に対しては、国際連合を始めとする多くの組織がアルメニアを批判する決議を採択しているが、国際社会はアルメニアの行為を強く制止するには至っていない。その一方で、アゼルバイジャン側もナヒチェヴァンに中世から存在するジュルファのアルメニア人墓地を2005年までに破壊し尽くしている。
「アゼルバイジャンは情報戦でアルメニアに負けた」との意識が共有されているアゼルバイジャンでは、戦争後も日常的にテレビでナゴルノ・カラバフに関する特別番組が組まれており、これは国内で和平への妥協を許さない空気を醸成している。一方のアルメニアではナゴルノ・カラバフに関する報道はほとんど行われず、ナゴルノ・カラバフをアルメニアの一部とする既成事実化が図られているという。

## 和平交渉
1997年から、CSCEの後身である欧州安全保障協力機構 (OSCE) は再三に渡ってナゴルノ・カラバフに関する和平案を提唱し続けたが、そのいずれもアルメニアとアゼルバイジャンの了承を得ることができなかった。同年にテル＝ペトロシャンはナゴルノ・カラバフの一部をアゼルバイジャンへ譲渡することでの和平の用意があると述べ、ナゴルノ・カラバフの指導層を過激派であると批判した。このためにアゼルバイジャンに対し弱腰であると批判されたテル＝ペトロシャンは失脚した。大統領後任にはナゴルノ・カラバフ出身でさらなる強硬派のコチャリャンが就任し、アゼルバイジャン側もバクー・トビリシ・ジェイハンパイプラインとバクー＝トビリシ＝カルス鉄道の敷設によってアルメニア排除の姿勢を見せたことにより、和平への道は遠ざかった。

## 不法行為
ソ連から独立して間もなくの戦闘だったが、1993年半ばまでアルメニアとアゼルバイジャンは国際的な協定に調印していなかった。これにはジュネーヴ条約も含まれていた。両国およびナゴルノ・カラバフ政府は第三者のメディア、人権団体によってたびたび確認されていた敵の残虐行為を非難した。例えば1992年ホジャリ大虐殺がヒューマン・ライツ・ウォッチとメモリアルによって確認され、同時期にマラガ虐殺がイギリスに拠点を置くChristian Solidarity Internationalのグループによって主張された。ヒューマン・ライツ・ウォッチは市民が多数住む地域へのアゼルバイジャンの空爆を非難した。また両勢力とも無差別放火、人質の拘束、市民への退去の強要を非難された。
双方において戦争犯罪に対する事実上の拘束に従わない国際法違反があった。略奪と死んだ兵士からの身体の切断が広く報告され、それが兵士らの間で自慢された。もう1つの大きな出来事は兵士ではなく一般の市民によって行われた、アルメニアとアゼルバイジャンでの囚人の交換だった。正規軍または民兵とその家族との連絡が途絶えたとき、家族はしばしば彼らが捕らえていた敵兵士との捕虜交換を主導した。ニューヨーク・タイムズのジャーナリストYo'av Karnyは「この慣習はこの土地に住んでいる人々と同様に古いものである」とした。
戦争終結後、双方が捕虜を拘束し続けているとして相手を非難した。アゼルバイジャン側はアルメニアが5,000人近くを拘束していると主張し、アルメニア側はアゼルバイジャンが600人を拘束していると主張した。戦争後、非営利団体のHelsinki Initiative 92はシュシャとステパナケルトの2ヶ所の収容所を調査したが、戦争捕虜は1人もいないと結論づけた。また、アゼルバイジャンで労働させられているというアルメニア人の調査でも同様の結論がなされた。調査を行った団体のSvetlana GannushkinaがIWPRに語ったところによると「我々は数百人のアルメニア人がいるという情報を確かめるためアゼルバイジャンの採石場に登ったが、そこにアルメニア人は1人もいなかった」という。

## アルツァフ共和国成立後の状況
戦争終結以来、いくつかの組織が紛争に関する決議を行っている。2005年1月25日、PACEは法的拘束力はないものの物議を醸した決議1416を採択した。これは「大規模な民族追放、単一民族地域の建設」を批判し、アゼルバイジャン領がアルメニア軍によって占領されているとした。2008年5月14日、国際連合総会の39ヶ国は総会決議62/243を採択した。これは「すべてのアゼルバイジャン領内占領地からの即時、完全かつ無条件でのアルメニア軍の撤退」を求めるものだった。しかしながら、この採決ではほぼ100ヶ国が棄権し、ミンスクグループ（OSCEがナゴルノ・カラバフ問題の平和的解決のため発足させた）の共同議長であるロシア、アメリカ、フランスを含む7カ国は反対した。
2008年3月14日、イスラム協力機構の首脳会議、外相会議において加盟国はOIC決議10/11を採択し、2010年5月18日から20日にかけて外相会議決議10/37を採択した。どちらもアルメニアのアゼルバイジャンに対する侵略行為を非難し、直ちに国連安保理決議822,853,874 および 884を履行することを求めた。これに対してアルメニアの指導者らは、アゼルバイジャンは「国際的な支援を呼び込むためにイスラームを悪用している」とした。
2008年、ロシアの軍事雑誌モスクワディフェンスブリーフはアゼルバイジャンの国防費の急激な増大のため、軍事力のバランスがアゼルバイジャン優位にシフトしつつあると述べた。別のアナリストらはより慎重な見方を示しており、アゼルバイジャン軍には管理上および軍事的な明らかな欠陥があると指摘し、またナゴルノ・カラバフ軍には「常に万全の用意」があるとする。

### 停戦後の衝突
2008年、アルメニア、アルツァフ共和国、アゼルバイジャンの間で緊張が高まった。外交面では、アゼルバイジャン大統領イルハム・アリエフは「必要とされれば、アゼルバイジャンは領土を奪還するため武力行使に出るだろう」と再度述べ、これと同時に境界線での銃撃事件が増加した。2008年3月5日、最も重大な停戦違反となった第一次マルダケルト衝突が起こり、最大で16人の兵士が死亡したとされる。どちらの側も、もう一方が戦闘を始めたと主張した。さらに、この事件は砲撃が行われたという点で、狙撃あるいは機銃掃射にとどまっていたそれまでの衝突とは一線を画している。2010年夏には同様に死傷者が発生した第二次マルダケルト衝突が起こった。
2014年6月から8月にかけてアゼルバイジャンによる停戦違反、そして大統領がアルメニアに対し戦争を示唆したことで緊張が再び高まった。
2016年の4日戦争で緊張は沈静化するどころか悪化した。これは1994年の停戦以来最悪の衝突となった。アルメニア国防省はアゼルバイジャンが領土を奪うため攻勢を仕掛けたのだと主張した。アゼルバイジャンの報告ではアゼルバイジャン軍兵士12人が死亡、Mi-24と戦車が撃破された。アルメニア大統領セルジ・サルキシャンはアルメニア軍兵士18人が死亡、35人が負傷したと述べた。
2020年9月27日、再びナゴルノ・カラバフでの戦闘が勃発した。アルメニア軍は、アゼルバイジャン軍が先に爆撃を行ったと主張した。一方、アゼルバイジャン軍はトルコから供与されたUCAVであるバイラクタールTB2によるアルメニア軍の地対空ミサイル車両を撃破する映像を公開した。戦闘はナゴルノ・カラバフ戦争以来最悪の規模となり、700人以上が死亡したとみられる。

### 新たな武力衝突とその後
2023年9月19日、アゼルバイジャン国防省は、ナゴルノ・カラバフのアルメニア支配地域における「対テロリズム作戦」の開始を発表。この軍事作戦は翌20日に終結し、アルツァフ共和国は武装解除に合意。アゼルバイジャンとの協議の結果、9月28日、サンベル・シャフラマニャン大統領が2024年1月1日をもってアルツァフ共和国の全国家機関を解散する法令に署名し、アルツァフ共和国が消滅することとなった。